# 角川日本地名大辞典
『角川日本地名大辞典』（かどかわにほんちめいだいじてん）は、角川書店の出版による日本の地名辞典。
竹内理三（「角川日本地名大辞典」編纂委員会委員長）は本書を制作する目的として「民族遺産としての地名を将来に伝えること」、現代の地名を収録したことについては「現代の社会生活上の必要を満たし、地域の現状を歴史として後世に伝えること」としている。1991年に毎日出版文化賞特別賞を受賞している。

## 書籍版
日本に47ある各都道府県ごとに1巻ずつ（北海道および京都府のみ上下巻）用意し、さらに別巻2巻を加えた全51巻。出版年は1978年から1990年で、値段は1巻あたり1万5000円から2万円程度（各巻異なる）。
1. 北海道
  - 上巻 1987年 ISBN 4040010116
  - 下巻 1987年 ISBN 4040010124
2. 青森県 1985年 ISBN 4040010205
3. 岩手県 1985年 ISBN 4040010302
4. 宮城県 1979年 ISBN 404001040X
5. 秋田県 1980年 ISBN 4040010507
6. 山形県 1981年 ISBN 4040010604
7. 福島県 1981年 ISBN 4040010701
8. 茨城県 1983年 ISBN 4040010809
9. 栃木県 1984年 ISBN 4040010906
10. 群馬県 1988年 ISBN 4040011007
11. 埼玉県 1980年 ISBN 4040011104
12. 千葉県 1984年 ISBN 4040011201
13. 東京都 1978年 ISBN 4040011309
14. 神奈川県 1984年 ISBN 4040011406
15. 新潟県 1989年 ISBN 4040011503
16. 富山県 1979年 ISBN 4040011600
17. 石川県 1981年 ISBN 4040011708
18. 福井県 1989年 ISBN 4040011805
19. 山梨県 1984年 ISBN 4040011902
20. 長野県 1990年 ISBN 4040012003
21. 岐阜県 1980年 ISBN 4040012100
22. 静岡県 1982年 ISBN 4040012208
23. 愛知県 1989年 ISBN 4040012305
24. 三重県 1983年 ISBN 4040012402
25. 滋賀県 1979年 ISBN 404001250X
26. 京都府
  - 上巻 1982年 ISBN 4040012615
  - 下巻 1982年 ISBN 4040012623
27. 大阪府 1983年 ISBN 4040012704
28. 兵庫県 1988年 ISBN 4040012801
29. 奈良県 1990年 ISBN 4040012909
30. 和歌山県 1985年 ISBN 404001300X
31. 鳥取県 1982年 ISBN 4040013107
32. 島根県 1979年 ISBN 4040013204
33. 岡山県 1989年 ISBN 4040013301
34. 広島県 1987年 ISBN 4040013409
35. 山口県 1988年 ISBN 4040013506
36. 徳島県 1986年 ISBN 4040013603
37. 香川県 1985年 ISBN 4040013700
38. 愛媛県 1981年 ISBN 4040013808
39. 高知県 1986年 ISBN 4040013905
40. 福岡県 1988年 ISBN 4040014006
41. 佐賀県 1982年 ISBN 4040014103
42. 長崎県 1987年 ISBN 4040014200
43. 熊本県 1987年 ISBN 4040014308
44. 大分県 1980年 ISBN 4040014405
45. 宮崎県 1986年 ISBN 4040014502
46. 鹿児島県 1983年 ISBN 404001460X
47. 沖縄県 1986年 ISBN 4040014707

- 別巻1 日本地名資料集成 1990年 ISBN 4040014804
- 別巻2 日本地名総覧 1990年 ISBN 4040014901

## CD-ROM / DVD-ROM版

### 『角川日本地名大辞典 CD-ROM版』
『角川日本地名大辞典』のうち各巻の地名編をCD-ROMに収録したもので、総項目数は約24万5千。2002年発売で、価格は294,000円（5%税込）。Windowsが動作するパーソナルコンピュータで閲覧することができる。ISBN 4049081075
システム用件は以下の通り。
- OS - Microsoft Windows 95（SP1以上） / 98 / NT 4.0（SP6以上） / 2000（日本語版） / Me / XP
- CPU - Pentium 以上
- メモリ - 128MB以上
- ディスプレイ - 800×600ドット、256色以上
- CD-ROMドライブ - 8倍速以上
- ハードディスクドライブ - 900MB以上の空き容量

### 『新版 角川日本地名大辞典 DVD-ROM版』
2011年10月には平成の大合併に対応したDVD-ROM版が発売された。項目数は約25万で、価格は本体280,000円＋税、対応OSはMicrosoft Windows XP（Service Pack 3） / Windows Vista / Windows 7　32・64ビット両対応となっている。ISBN 9784046219947

## オンライン版

### JLogos
株式会社エアが運営する携帯電話向け辞書サイト「JLogos」に移植したもの。月額315円で『角川日本地名大辞典』を含む多くの辞書が閲覧できる。2009年4月30日より公開。

### Japan Knowledge
株式会社ネットアドバンスが運営するオンライン辞書サイト「ジャパンナレッジ」で、『新版 角川日本地名大辞典 DVD-ROM版』を元にしたものが2018年4月1日から公開されている。ただし法人契約であるジャパンナレッジ Libの追加コンテンツとして提供されている為、利用には別途契約が必要であり個人契約で利用する事は出来ない。